# 3-Hidroxiquinurenina
3-Hidroxiquinurenina é um metabólito do triptofano, o qual filtra luz UV nos cristalinos humanos.